# Xylotrechus paulocarinatus
Xylotrechus paulocarinatus là một loài bọ cánh cứng trong họ Cerambycidae.